# Garde (Spanyolország)
Garde település Spanyolországban, Navarra autonóm közösségben. Garde Burgui – Burgi, Roncal – Erronkari, Isaba, Ansó, Fago és Salvatierra de Esca községekkel határos. Lakosainak száma 131 fő (2024).

## Népesség
A település népessége az elmúlt években az alábbi módon változott:
| Lakosok száma | 195  | 180  | 182  | 176  | 170  | 161  | 150  | 139  | 137  | 131  |
|               | 2001 | 2004 | 2006 | 2009 | 2011 | 2014 | 2016 | 2019 | 2021 | 2024 |